# مورون (كوبا)
مورون هي مدينة، ومستوطنة، في كوبا، تتبع محافظة سيغو دي أفيلا، بلغ عدد سكانها 59,371 نسمة، رمزها البريدي هو 67210.

## أعلام
- آلان ثيربانتس
- راؤول ريفيرو